# Johann Friedrich Weyhing
Johann Friedrich Weyhing (* 1. August 1716 in Stuttgart; † 17. Juli 1781 in Karlsruhe) war ein deutscher Architekt.

## Leben
Johann Friedrich Weyhing wurde 1716 in Stuttgart als Sohn des Steinmetzen und Baumeisters Christoph Friedrich Weyhing geboren. Sein Vater war unter anderem am Bau des Neuen Schlosses in Stuttgart beteiligt. Nach einer Architekturausbildung war Weyhing von 1738 bis 1741 Schüler von Gaetano Chiaveri in Dresden beim Bau der Katholischen Hofkirche.
Ab 1747 ist Weyhing beim Bau des Stuttgarter Schlosses nachweisbar. 1751 wurde er württembergischer Bauinspektor. 1758 wurde er herzoglicher Kammerdiener und Schlosskastellan in Ludwigsburg (bis 1766). Er leitete den Neu- bzw. Umbau des Jagdschlosses Grafeneck bei Gomadingen und des dortigen kleinen Opernhauses (nicht erhalten). In den Jahren 1763 bis 1767 arbeitete er zusammen mit Philippe de La Guêpière am Schloss Solitude.
1767 trat er in die Dienste des Hauses Baden-Durlach, wo er nach verschiedenen Stationen Nachfolger von Friedrich Arnold als Baumeister wurde. Bis 1775 wirkte er am Innenausbau des Karlsruher Residenzschlosses mit.

## Werk
- Schloss Solitude
- Karl-Friedrich-Gedächtniskirche, Karlsruhe-Mühlburg
- Pfarrhaus Stupferich[2]